# Torre de la Galera
La torre de la Galera és una torre de defensa de la Galera (Montsià), ara incorporada a una església i declarada bé cultural d'interès nacional.

## Descripció
Actualment l'exterior conserva la seva disposició original, si s'exceptua el cos adossat a la façana posterior corresponent a l'absis de l'església. Es tracta d'una construcció de planta rectangular distribuïda originalment en tres nivells més una terrassa als angles, emmarcaments i sectors de la base. Les obertures presenten forma d'espitllera o bé, en els dos nivells superiors, de finestres d'arc de mig punt, seguint la tradició de les fortificacions medievals de la zona. El nivell de terrassa està emmerletat i té una espadanya d'època moderna
L'interior de la torre, altrament, ha vist modificada totalment la seva estructura medieval. La construcció de l'església ocupa en alçat, fins al punt superior de la volta, els dos nivells inferiors de la torre, per sobre dels quals s'aixeca únicament la coberta superior, en forma de teulada a doble vessant. La seva disposició interior segueix el model barroc propi de la zona, amb una nau i capelles laterals entre contraforts.

## Història
Es tracta de l'edifici més representatiu de la població. Té l'origen en el S.XIV, quan la universitat de Tortosa decidí aixecar-la per defensar el pas de la rambla de la Galera, que marcava la frontera entre el territori jurisdiccional de Tortosa i el d'Ulldecona. El 1339 el Consell de Tortosa acordà la construcció de la torre, que va ser començada l'any següent
L'edifici tingué des d'un principi greus deficiències estructurals, especialment en el cobriment. Aquest fet determinà el seu abandó progressiu, fins que el 1397 en va caure el sostre. A partir d'aquesta data no se'n conserven notícies fins al s. XVII, quan el nivell inferior fou habilitat (entre 1648 i 1711) com a església parroquial, dedicada a sant Llorenç.